# Xiangzhi Bu
Xiangzhi Bu (født 10. december 1985) er en kinesisk skakspiller og skakvidunderbarn. I 1999 kvalificerede han sig til at blive Kinas 10. skakstormester i en alder af 13 år, 10 måneder og 13 dage. Det var dengang den yngste stormesterkvalifikation i historien. I april 2008 blev Bu og Hua Ni den anden og tredje kinesiske skakspiller som passerede 2700 i Elo-rating. Pr. juli 2014 var hans rating 2693, hvilket placerede ham som nr. 54 på verdensranglisten. Resultater opnået siden udgivelsen af den seneste officielle ratingliste, bl.a. hans sejr i Politiken Cup 2014 i Danmark, giver ham pr. 29. juli 2014 en liverating på 2731,4 og en aktuel 24. plads på liveratinglisten

## Eksterne henvisning
- Wikimedia Commons har flere filer relateret til Xiangzhi Bu

- Xiangzhi Bus profil og partier på chessgames.com (engelsk)
- Xiangzhi Bus profil på chesstempo.com (engelsk)
- Xiangzhi Bus profil hos FIDE (engelsk)
- Xiangzhi Bus profil hos OlimpBase.org (engelsk)
- Xiangzhi Bus profil hos 365Chess.com (engelsk)

| Skak | Spire Denne skakrelaterede artikel er en spire som bør udbygges. Du er velkommen til at hjælpe Wikipedia ved at udvide den. |